# Malin Moström
Malin Sofi Moström (née le 1er août 1975) est une joueuse de football suédoise. Elle joue au poste de milieu de terrain. De 2001 à 2006 elle a été la capitaine de l'Équipe de Suède de football féminin.

## Biographie
Elle commence sa carrière au Hägglunds IoFK, dans sa ville natale de Örnsköldsvik avant de rejoindre Umea IK en 1995, jouant ainsi dans la Damallsvenskan, la première division de football féminin suédois. En 2000, elle gagne son premier championnat suédois et l'année suivante elle est élue meilleure joueuse de l'année par la Fédération de Suède de football.En 2002, Malin Sofi Moström devient la capitaine de Umea IK et gagne la Coupe UEFA féminine en 2003 et 2004.
Durant sa carrière internationale, elle a joué 113 rencontres, et fut l'une des plus importantes joueuses quand l'équipe gagna la médaille d'argent à la Coupe du monde de football féminin 2003. En 2004, aux Jeux olympiques d'Athènes, elle marque le but de la victoire contre le Nigeria dans le dernier match de poule, ce qui envoie la Suède en quart de finale.

### Statistiques détaillées
| Saison                | Club                  | Championnat           | Championnat | Championnat | Coupe(s) nationale(s) | Coupe(s) nationale(s) | Compétition(s) continentale(s) | Compétition(s) continentale(s) | Compétition(s) continentale(s) | Total | Total |
| Saison                | Club                  | Division              | M.          | B.          | M.                    | B.                    | Comp.                          | M.                             | B.                             | M.    | B.    |
| 1995                  | Umeå IK               | Damallsvenskan        |             |             |                       |                       | -                              | -                              | -                              | 0     | 0     |
| 1996                  | Umeå IK               | Damallsvenskan        |             |             |                       |                       | -                              | -                              | -                              | 0     | 0     |
| 1997                  | Umeå IK               | Division 1            |             |             |                       |                       | -                              | -                              | -                              | 0     | 0     |
| 1998                  | Umeå IK               | Damallsvenskan        |             |             |                       |                       | -                              | -                              | -                              | 0     | 0     |
| 1999                  | Umeå IK               | Damallsvenskan        |             |             |                       |                       | -                              | -                              | -                              | 0     | 0     |
| 2000                  | Umeå IK               | Damallsvenskan        |             |             |                       |                       | -                              | -                              | -                              | 0     | 0     |
| 2001                  | Umeå IK               | Damallsvenskan        | 9+          | 11+         |                       |                       | C1                             | 2                              | 0                              | 11    | 11    |
| 2002                  | Umeå IK               | Damallsvenskan        | 10+         | 15+         |                       |                       | C1                             | 8                              | 2                              | 18    | 17    |
| 2003                  | Umeå IK               | Damallsvenskan        | 9+          | 12+         |                       |                       | C1                             | 7                              | 2                              | 16    | 14    |
| 2004                  | Umeå IK               | Damallsvenskan        | 9+          | 14+         | 1+                    | 2+                    | C1                             | 7                              | 1                              | 17    | 17    |
| 2005                  | Umeå IK               | Damallsvenskan        | 13+         | 19+         | 1+                    | 1+                    | -                              | -                              | -                              | 14    | 20    |
| 2006                  | Umeå IK               | Damallsvenskan        | 12+         | 14+         | 3+                    | 3+                    | C1                             | 2+                             | 3+                             | 17    | 20    |
| 2007                  | Umeå IK               | Damallsvenskan        | 0+          | 0+          | 1+                    | 1+                    | C1                             | 0                              | 0                              | 1     | 1     |
| Total sur la carrière | Total sur la carrière | Total sur la carrière | 62          | 85          | 6                     | 7                     | -                              | 26                             | 8                              | 94    | 100   |

- https://web.archive.org/web/20050403190055/http://www.uik.se/